# Cot Meunye Cut
Cot Meunye Cut is een bestuurslaag in het regentschap Aceh Utara van de provincie Atjeh, Indonesië. Cot Meunye Cut telt 239 inwoners (volkstelling 2010).